# 前639年
| 千纪： | 前1千纪 |
| 世纪： | 前8世纪 \| 前7世纪 \| 前6世纪 |
| 年代： | 前660年代 \| 前650年代 \| 前640年代 \| 前630年代 \| 前620年代 \| 前610年代 \| 前600年代                                                                                                   |
| 年份： | 前644年 \| 前643年 \| 前642年 \| 前641年 \| 前640年 \| 前639年 \| 前638年 \| 前637年 \| 前636年 \| 前635年 \| 前634年                                                                     |
| 纪年： | 周襄王十三年 魯僖公二十一年 齊孝公四年 晉惠公十二年 秦穆公二十一年 宋襄公十二年 楚成王三十三年 衛文公二十一年 陳穆公九年 蔡庄侯七年 曹共公十四年 郑文公三十四年 燕襄公十九年 杞成公十六年 |

## 大事记
- 春季，宋國、齊國、楚國三國君主會於齊，在宋襄公的強力要求下，三國同意當年秋季於宋國召集諸侯大會。
- 重耳離開齊國，前往曹國。
- 郑国讨伐滑国。
- 邾國人滅亡了須句國，須句君逃亡到魯國。
- 秋季，宋國、楚國、陳國、蔡國、許國、曹國和鄭國會於宋國盂邑。楚成王率軍突襲，擒獲宋襄公，並進攻宋國，是為盂之戰。不久，在魯僖公調停下，宋襄公被釋回。